# De dappere draak
De dappere draak is het 37ste stripalbum uit de reeks De Smurfen. De Nederlandstalige versie verscheen in 2018 bij Standaard Uitgeverij. Het scenario is van Alain Jost en Thierry Culliford, de tekeningen komen van Jeroen De Coninck en Miguel Diaz. Het verhaal vormt een vervolg op Het onzalige land uit de reeks Johan en Pirrewiet, meer bepaald over wat er met de draak Fafnir uit het verhaal is gebeurd.

## Verhaal
Het Smurfendorp wordt opgeschrikt door de komst van een draak. Het dier blijkt echter een oude en intussen ongevaarlijke bekende: Fafnir, een draak die door tussenkomst van de Smurfen water spuwt. Sinds hun laatste ontmoeting is de draak sterk verouderd: zijn leven bestaat vooral uit eten en slapen en zijn kapotte vleugels verhinderen hem het vliegen. Fafnir draagt om zijn nek een boodschap met zich mee: zijn eigenaar, een baron, is in zijn kasteeltoren opgesloten door diens neef en heeft hulp nodig. De schrijver van het briefje is de kok van de baron. De Smurfen besluiten de baron te helpen en zes van hen gaan op weg naar het kasteel op de rug van de draak.
Bij het kasteel splitsen ze zich op: twee blijven bij de draak, de vier anderen gaan het kasteel binnen. Ze komen bij de kok terecht, die hen het volledige verhaal doet: de baron was ernstig ziek en zijn neef Joris werd hierover ingelicht. Joris kwam met een dokter en een klein gevolg het kasteel bezoeken. De baron zelf werd voor gek verklaard en werd opgesloten in de toren. Joris nam zijn plek in en hief meteen nieuwe belastingen in het gebied, tot grote onvrede van de bevolking. Om het volk te sussen, besliste Joris de tamme draak Fafnir als feestmaal aan te bieden aan de bevolking. De kok kon dit niet over zijn hart krijgen en liet de draak ontsnappen met de bewuste boodschap.
De kok smokkelt de Smurfen vervolgend binnen bij de baron, die zijn kant van het verhaal doet. Ze bedenken een plan om de baron te bevrijden: als ze de vleugels van de draak kunnen herstellen, kan die de baron al vliegend uit de toren komen halen. Met wat plantenkennis en plakwerk van de Smurfen slagen ze hier inderdaad in, maar het plan van Grote Smurf om Fafnir opnieuw vuur te laten spuwen, lijkt niet te lukken.
Ook de lokale bevolking wordt ingeschakeld: zij moeten een opstand beginnen om Joris weg te jagen terwijl Fafnir en de Smurfen de baron bevrijden. Wat later gaan Knutselsmurf en Fafnir de lucht in, maar de ontsnapping gebeurt niet probleemloos: Joris laat zijn wachters de draak beschieten en de baron komt in het nauw. De draak herwint door de dreiging zijn capaciteiten als vuurspuwer en jaagt Joris en zijn manschappen het kasteel uit, waar het boze volk hem overneemt en overbrengt naar de koning.
De baron neemt zijn plek weer in en schaft de nieuwe belastingen meteen af. Fafnir en de Smurfen worden als ware helden gevierd in het mensendorp en de draak mag genieten van zijn oude dag.